# Noam Avivi
Noam Avivi (in ebraico נועם אביבי‎?; Tel Aviv, 25 febbraio 1999) è un cestista israeliano con cittadinanza tedesca.